# Sphecodes insularis
Sphecodes insularis är en biart som beskrevs av Smith 1858. Sphecodes insularis ingår i släktet blodbin, och familjen vägbin. Inga underarter finns listade i Catalogue of Life.